# Nootka
Nootka (Aht, Nuu-chah-nulth, Nuučaan̓uɫ), zbirno ime plemenima konfederacije Aht koji zajedno s Makah i Ozette Indijancima iz SAD-a čine jednu od dvije glavnih grana porodice Wakashan. Grupa Nootkan obuhvaća nekih dvadeset plemena nastanjenih na otoku Vancouver u kanadskoj provinciji Britanska Kolumbija. 

## Ime
Ime Nootka nepoznatog je značenja, a dano je isprva tek malenom plemenu Mooachaht s Nootka Sounda na pacifičkoj obali Vancouvera. Kolektivno, kao konfederacija nazivani su i Aht, prema sufiksu -aht, kojim često završavaju imena njihovih plemena. Danas se ova plemena nazivaju imenom Nuu-chah-nulth, a Skokomish Indijanci zvali su ih Tc'eca'atq. 

## Plemena
Grupa Aht obuhvaća plemena:
- Ahousaht,  Clayoquot Sound. Sela: Mahktosis.
- Checlesaht (Checleset, Chaicclesaht, Che:k:tles7et'h'), Ououkinsh i Nasparte Inlet. Sela: Acous.
- Clayoquot (Tla-o-qui-aht, Tlaoquiaht), Meares Island i Torfino Inlet.
- Ehatisaht (Ehatteshaht, ʔiiḥatis), Esperanza Inlet. Sela: Oke.
- Ekoolthaht, Barclay Sound.
- Hachaaht, na ili sjeverno od Barclay Sound.
- Hesquiaht (Hesquiat), Hesquiat Harbor. Sela: Heshque.
- Hupacasath (Opitchesaht), Alberni Canal, Somass River, i susjedna jezera. Sela: Ahahsuinnis.
- Kelsemaht, Clayoquot Sound. Sela: Yahksis.
- Klahosaht, sjveverno od Nootka Sound.
- Kwoneatshatka, prema sjeveru Vancouver Islanda.
- Kyuquot(Ka:yu:k't'h), Kyuquot Sound. Sela: Aktese, Kukamukamees.
- Makah, (Q'widishch'a:'tx) Cape Flattery, Washington.
  - Ozette ('Osi:l-'a:'tx)
- Manosaht, Hesquiat Point.
- Mooachaht (Mowachaht), na sajevernoj strani Nootka Sound. Sela: Yucuatl.
- Muchalat (Muchalaht), Nootka Soundna rukavcu Muchalat Arm. Sela: Cheshish.
- Nitinat (Nitinaht, Ditidaht), jezero Nitinat kod jugozapadne obale Vancouver Islanda. Sela: Carmanah, Clo-oose, Tsooquahna, Wyah.
- Nuchatlaht (Nuchatlitz), Nuchalitz i Esperanza Inlet. Sela: Nuchatl.
- Ohiaht (Oiaht, Huu-ay-aht), Barclay Sound. Sela: Ahadzooas.
- Pacheenaht (Pacheedaht), San Juan Harbor. Sela: Pacheena.
- Tseshaht (Seshart), Barclay Sound i Alberni Canal. Sela: Tsahahch.
- Toquaht (Toquart), sjeverna obala Barclay Sounda. Sela: Mahcoah.
- Uchucklesaht (Uchucklesit), Uchucklesit Harbor, Barclay Sound. Sela: Elhlateese.
- Ucluelet, Barclay Sound. Sela: Ittatso.

## Povijest
O postojanju Nootka čuje se prvi puta (1592.) kada ih posječuje prvi bijeli čovjek, Juan de Fuca. Sve do kasnog 18. i ranog 19. stoljeća tek će rijetki putnici susresti ove ljude. Izvjesni Fuentes (ako nije mit) posjetio ih je 1640, a nakon njega tek za kojih 130 godina (1774.) španjolski kolonijalni pomorski časnik Juan Pérez usidrio se 1774. u Nootka Soundu, dojedrivši s juga iz pravca Montereya. Nakon otkrivaća Péreza od ožujka do travnja 1778. u Nootka Soundu se nalazi kapetan James Cook, od kojega i potječu prvi zapisi o Nootka Indijancima. George Vancouver, po kojem Otok Vancouver nosi ime, dolazi na otok 1792. i zadržava se sve do 1794. Indijancima se ne sviđaju česte posjete pa 1803. izvrše pokolj na brodu Boston, koji su preživjele tek dvije osobe, među kojima i John Rodgers Jewitt (vidi). Otpor će bit uzaludan, uskoro (1843) osnovat će se naselje Vancouver čime će i početi nova era za domoroce otoka vancouvera.
Od nekadašnjih 6,000 Nootka na Vancouveru, njima će broj početi opadati, da bi sve do sredine 20 stoljeća iznosio oko 1,500 duša. Broj im polako počinje rasti 70.-tih godina 20 stoljeća a 2005 se prema Indian Life Online popeo na 5,775. Po vjeri su oglavnom rimokatolici.

## Etnografija
Nootka Indijanci zajedno sa svojim sjevernim susjedima Kwakiutlima pripadaju kulturnom području Sjeverozapadne obale, kao i jezicima kojima govore obje grupe. Nootke su locirani na samom središnjem području ove kulturne oblasti. Oni su orijentirani ka moru, a sela su smještena na obalama zaljeva, okrenuta oceanu. U ribolov i lov na morske sisavce (kitovi) Nootke su odlazili i posebnim velikim kanuima napravljenim od cedrovog drveta, a služili su im i za međusobne posjete i trgovinu. 
Uz opasne aktivnosti lova na kita, Nootke su eksploatirali i bogate šumske resurse, to je drvo koje se koristilo u izradi totemskih stupova, gradnji kuća i kanua, te kopanju jestivog korijenja i berbi šumskih plodova, koje su Indijanci sakupljali i spremali za posebne prigode, kao što su beskrajni potlatchi (potlač), u kojem se nemilice trošilo sve što se teškom mukom sakupljalo tijekom godine.

## Vanjske poveznice
- Nuučaan̓uɫ
- Nootka  Arhivirana inačica izvorne stranice od 10. svibnja 2008. (Wayback Machine)